# Kaľava
Kaľava es un municipio del distrito de Spišská Nová Ves en la región de Košice, Eslovaquia, con una población estimada a final del año 2024 de 399 habitantes.
Se encuentra ubicado al noroeste de la región, en la sierra del Alto Tatra y la cuenca hidrográfica del río Hernád, y cerca de la frontera con la región de Prešov.

## Demografía
| Año        | 1994 | 2004     | 2014    | 2024    |
| ---------- | ---- | -------- | ------- | ------- |
| Población  | 399  | 439      | 410     | 399     |
| Diferencia |      | +10,02 % | −6,60 % | −2,68 % |

| Año        | 2023 | 2024    |
| ---------- | ---- | ------- |
| Población  | 397  | 399     |
| Diferencia |      | +0,50 % |